# Колчаново
Колчаново (рос. Колчаново) — село у Волховському районі Ленінградської області Російської Федерації.
Населення становить 2514 осіб. Належить до муніципального утворення Колчановське сільське поселення.

## Історія
Згідно із законом № 56-оз від 6 вересня 2004 року належить до муніципального утворення Колчановське сільське поселення.

## Населення
| 1862 | 1997  | 2002  | 2007  | 2010  | 2013  | 2017  |
| ---- | ----- | ----- | ----- | ----- | ----- | ----- |
| 22   | ↗1422 | ↘1362 | ↗2802 | ↘2704 | ↗2784 | ↘2514 |